# Kommunismens principper
Kommunismens principper (tysk: Grundsätze des Kommunismus ) er et kort værk fra 1847 skrevet af Friedrich Engels, medstifter af marxismen . Det er struktureret som en katekismus,  der indeholder 25 spørgsmål om kommunisme, som der gives svar på. I teksten præsenterer Engels marxismens kerneideer såsom historisk materialisme, klassekamp og proletarisk revolution . Kommunismens principper tjente som udkast til Det Kommunistiske Manifest .   
Kommunismens Principper blev udarbejdet i oktober-november 1847 og blev fulgt af Udkastet til en kommunistisk trosbekendelse, en meget lignende, men alligevel anderledes tekst, som Engels tidligere havde skrevet i juni 1847. Ligesom Principperne anvendte den tidligere trosbekendelse også katekismuskonventionen, men med kun 22 spørgsmål-svar-par. På Engels' anbefaling blev katekismusformatet i sidste ende forkastet, til fordel for en historisk prosafortælling, som Karl Marx brugte til at udarbejde manifestet. Alle tre dokumenter var forsøg på at formulere den politiske platform for den nydannede Kommunistiske Liga, et politisk parti, der blev skabt ved en sammenlægning af de to tidligere partier: De Retfærdiges Liga og Kommunisternes Forbund, sidstnævnte ledet af Marx og Engels. Manifestet fremstod som den bedst kendte og endelige version af den Kommunistisk Ligas formålserklæring, og trak direkte på de ideer, der blev udtrykt i Principperne . Kort sagt var Trosbekendelsen udkastet til Kommunismens Principper, og Kommunismens Principper var udkastet til Det Kommunistiske Manifest .

## Baggrund
I begyndelsen af det 19. århundrede inspirerede følgevirkningerne af den industrielle revolution utopiske socialister til at teoretisere over hvordan man kunne forbedrede samfundets sociale organisering, baseret på samarbejde, i modsætning til  frit marked; blandt disse teoretikere var Robert Owen og Charles Fourier. Derudover søgte radikale grupper at omstyrte den eksisterende europæiske samfundsorden, til fordel for lignende mål. Disse partier beklagede sig også over hårde arbejdsforhold.
En sådan organisation var De Retfærdiges Liga, som blev grundlagt i 1836, da den udskilte sig fra forgængeren, De Fredløses Liga, der blev grundlagt i Paris i 1834. Ligaen samarbejdede med ligesindede grupper, for at planlægge en voldelig omstyrtelse af den eksisterende samfundsorden, og at skabe deres eget ideelle samfund, som de omtalte som det "nye Jerusalem". Ligaen bestod dog ikke af industrielle lønarbejdere eller proletarer i marxistisk forstand, men i stedet af journalister, politiske radikale og håndværkere, hvis levebrød blev truet af den industrielle revolution.  Ligaen organiserede sig i grupper opdelt i lokale celler, typisk bestående af fem til ti personer. 
I november 1842 mødtes Engels og Marx for første gang i Köln. Det skete på kontoret for Rheinische Zeitung, en avis som Marx på det tidspunkt var redaktør for.  Der kom intet ud af dette første møde, men i løbet af 1842-43 havde de begge, uafhængig af hinanden, kontaktet Forbundet, selvom ingen af dem meldte sig ind.  I 1844 mødtes Engels og Marx for anden gang på Café de la Régence i Paris. Dette andet møde var det, der indledte deres livslange venskab og samarbejde, som startede med odarbejdelsen af Den Hellige Familie og Den Tyske Ideologi. I 1846 startede Engels og Marx deres egen organisation, Det Kommunisternes Forbund, og opsøgte andre grupper for at finde praktisk anvendelse af deres politiske mål. I 1846 inviterede Marx Forbundets afdelinger i Paris og London, for at få dem til at tilslutte sig afdelinger af Komitéen. Forbundet gengældte ved at invitere Marx' Bruxelles-afdeling af Komitéen, til at tilslutte sig, som en afdeling af Forbundet, og hjælpe med den politiske omorganisering. I begyndelsen af 1847 sluttede Ligaen og Komitéen sig sammen.
Ved to vigtige kongresser i løbet af 1847 (2.-9. juni og 29. november-8. december) sammensluttede de to grupper sig til én, som nu kaldte sig Kommunistisk Liga. Til hver af disse to kongresser udarbejdede Engels versioner af en politisk platform, for den nye organisation. Den første version, Udkast til en kommunistisk trosbekendelse, blev debatteret og godkendt på den første junikongres;  Marx var ikke til stede ved junikongressen, men Engels var.  Dette første udkast, ukendt i mange år, indtil det blev genopdaget i 1968. Det andet udkast, Kommunismens principper, blev brugt på den anden kongres, november/decemberkongressen. Begge udkast brugte et katekismus-spørgsmål-og-svar-format, som Engels imidlertid var blevet utilfreds med. Umiddelbart før den anden kongres, hvor han beskrev principperne, skrev Engels til Marx og anbefalede en yderligere omskrivning i historisk prosa:
 
Efter den anden kongres i Den Kommunistiske Liga gav den Marx til opgave, at skrive et endeligt program. Med direkte udgangspunkt i ideerne i Kommunismens principper fremlagde Marx en endelig revision, Manifestet, i begyndelsen af 1848. Selvom Marx står som den eneste forfatter af manifestets manuskript, medtog det ideerne fra Engels' tidligere udkast, med det resultat, at manifestet blev krediteret begge forfattere. 

## Synopsis
Engels begynder med en definition af kommunisme, som en politisk teori for proletariatets befrielse og giver en kort historie om proletariatet, som arbejderklasse i det 19. århundrede. Ideer udvikles i en sekventiel og logisk progression inden for rammerne af spørgsmål-svar-stilen. Svaret på et givet spørgsmål indebærer yderligere spørgsmål, som formuleres efterfølgende.
Engels forklarer proletariatets oprindelse, som et resultat af den industrielle revolution. Han beskriver dets forskelle, fra andre historiske fattige klasser, dets usikre og elendige dagligdag og dets modstand mod den besiddende klasse, eller bourgeoisiet. Til sidst må alle mennesker uundgåeligt falde ind i den ene eller den anden socialklasse, hvor det store flertal af menneskeheden bliver proletarer. En løsning præsenteres: afskaffelse af privat ejendom. En sådan afskaffelse er nu mulig, hvor den tidligere ikke var mulig, på grund af den nyetablerede masseproduktionskapacitet . Denne produktionskapacitet kan omorganiseres, så den kan forsørge alle på basis af samarbejde, i modsætning til markedskonkurrence. Engels forudsiger, at en sådan social omorganisering, desværre skal udføres ved hjælp af vold, fordi bourgeoisiet, ikke frivilligt, vil opgive sin magt.  Desuden må sådan vold på grund af den industrielle revolutions globale karakter, til sidst forekomme i alle lande, og ikke begrænse sig til nogle få lande. 
Engels forudsiger, at afskaffelsen af privat ejendom, vil være et universalmiddel mod sociale onder, hvis den udføres i tilstrækkelig stor skala, da den indsats, der tidligere blev spildt pga. konkurrence, vil blive omfordelt til alles fordel. Som følge heraf vil klasse- og etniske forskelle blandt menneskeheden gradvist, og overtid, forsvinde, og religion vil blive overflødig, og kun eksistere som et historisk artefakt. Engels hævder også, at kommunismen, ikke vil have skadelige virkninger på kvinder eller familien, som kritikere frygter. Tværtimod afviser Engels kritikernes frygt for, at kommunisme indebærer et "kvinders fællesskab", en eufemisme fra det 19. århundrede, der betyder, at flere mænd kan have sex med en given gruppe kvinder. Tværtimod hævder Engels, at et sådant udnyttende "kvinders fællesskab" allerede eksisterer under den eksisterende sociale orden, baseret på privat ejendom og penge, som kommunismen vil omstyrte: prostitution. Engels afviser derfor frygten som hyklerisk og antyder i stedet, at afskaffelsen af privat ejendom vil eliminere prostitution og dermed frigøre kvinder.
Fordi Det Kommunistiske Manifest er en nyskrivning af Principperne, indeholder det mange af de samme ideer. En forskel mellem dokumenterne er, at Marx i Manifestet først understreger den historiske teknologiske udvikling og bourgeoisiets opståen og derefter introducerer proletariatet, hvorimod Engels i Principperne begyndte med at detaljere proletariatet.

## Tilpasning: frabekendelsetilprincippertilmanifest
Denne tabel viser omformuleret og udvidelsen af materiale, begyndende med Engels' Trosbekendelse, fortsatte med hans Kommunismens Principper, og som afsluttedes med Manifestet, som det blev omformuleret og fuldendt af Marx. Først blev Trosbekendelsens materiale omorganiseret og udvidet med lidt nyt stof (stiplet) som resulterede i Principperne. I mange tilfælde havde parallelle afsnit, i de to første udkast, identisk eller næsten identisk tekst. Da Manifestet både havde en anden hovedforfatter (Marx) og en anden fortællende form, var dets omformuleringsproces mere betydningsfuld. I praksis blev Princippernes første halvdel omformuleret så det udgør Manifestets første afsnit, dets anden halvdel blev omformuleret, så det udgør Manifestets andet afsnit, dets næstsidste spørgsmål-svar-par blev betydeligt udvidet, og blev til Manifestets tredje afsnit, og dets sidste spørgsmål-svar-par blev omformuleret så det udgør Manifestets fjerde og sidste korte afsnit.
På grund af deres korthed, er alle spørgsmål gengivet ordret og oversat til dansk fra den engelske oversættelse nedenfor. Svarene er betydeligt længere og er derfor opsummeret her, bortset fra det første spørgsmål, som også er det korteste.
| Bekendelse              | Kommunismens Principper | Kommunismens Principper | Kommunismens Principper | Manifesto  |
| Spørgsmål og Svar (Q&A) | Spørgsmål og Svar (Q&A) | Spørgsmål | Svar (Opsummeret) | Afsnit     |
| ----------------------- | ----------------------- | --- | --- | ---------- |
| 1-2                     | 1                       | Hvad er kommunisme? | Kommunisme er doktrinen om hvordan prolariatet befries. | Indledning |
| 7                       | 2                       | Hvad er proletariatet? | Det 19. århundredes arbejderklasse, som lever af at sælge sin arbejdskraft, og som ikke får nogen profit fra kapital. | I          |
| 8                       | 3                       | Har proletarer så ikke altid eksisteret?                                                                                   | Nej. Selvom der altid har været fattige mennesker, har de ikke levet under nutidens præcise historiske omstændigheder. | I          |
| 9                       | 4                       | Hvordan opstod proletariatet?                                                                                              | Den industrielle revolution i det 18. århundrede førte til udviklingen af tunge maskiner og masseproduktion, hvilket berigede ejerne og forarmede arbejderne. Dette medførte skabelsen af en ejerklasse, eller bourgeoisiet, og proletariatet.             | I          |
| –                       | 5                       | Under hvilke betingelser finder dette salg af proletarernes arbejdskraft til bourgeoisiet sted?                            | Proletariatet får udbetalt en subsistensløn, nok til underhold. | I          |
| –                       | 6                       | Hvilke arbejderklasser var der før den industrielle revolution?                                                            | Der var slaver, livegne, håndværkere og arbejdere i produktionen. | I          |
| 10                      | 7                       | På hvilken måde adskiller proletarer sig fra slaver?                                                                       | Slaver sælges diskret, proletarer sælger sig selv kontinuerligt - dagligt og time for time - via lønarbejde. Slaver står uden for markedsøkonomien; proletarer er underlagt markedsøkonomiens luner.                                                       | I          |
| 11                      | 8                       | På hvilken måde adskiller proletarer sig fra livegne?                                                                      | Livegne får jord af feudalherrer, og de forventes at dyrke og give en del af produktet til feudalherren. Således er livegne sikret en eksistens, som proletarer mangler.                                                                                   | I          |
| 12                      | 9                       | På hvilken måde adskiller proletarer sig fra håndværkere?                                                                  | Håndværkeren har mulighed for at bevæge sig op eller ned i klasserne, og kan indtræde enten i bourgeoisiet eller proletariatet. | I          |
| –                       | 10                      | På hvilken måde adskiller proletarer sig fra arbejdere i produktionen?                                                     | Arbejdere i produktionen findes på landet, proletarer findes i byerne. Arbejdere i produktionen har deres egne værktøjer og udstyr, hvilket proletarer ikke har.                                                                                           | I          |
| –                       | 11                      | Hvad var de umiddelbare konsekvenser af den industrielle revolution og af samfundets opdeling i bourgeoisi og proletariat? | Nye maskiner påvirkede hurtigt den globale handel. En ny maskine opfundet i Europa gør det nu muligt, at gøre mange mennesker i et fjerntliggende land, såsom Kina, arbejdsløse. Borgerskabet blev den fremherskende klasse, endda hævet over adelen.      | I          |
| –                       | 12                      | Hvad var de yderligere konsekvenser af den industrielle revolution?                                                        | Periodiske kriser på grund af overproduktion. | I          |
| –                       | 13                      | Hvad er konsekvenserne af disse periodiske kriser?                                                                         | Storstilet menneskelig elendighed, selv for bourgeoisiet. Men den nye mulighed for masseproduktion kan omorganiseres, til gavn for alle, med en ny og anderledes samfundsorden.                                                                            | I          |
| 3–6                     | 14                      | Hvordan bliver denne nye samfundsorden?                                                                                    | Industrien skal vristes væk fra de indbyrdes konkurrerende ejere, og omfordeles til gavn for samfundet, på et nyt kooperativt grundlag. Derfor skal privat ejendomsret afskaffes.                                                                          | II         |
| 13                      | 15                      | Var afskaffelsen af privat ejendomsret ikke mulig på et tidligere tidspunkt?                                               | Nej. Forskellige ejendomsforhold var tidligere fremherskede. Da masseproduktion heller ikke eksisterede tidligere, kunne den nævnte afskaffelse ikke udføres til gavn for alle. Nu er dette muligt.                                                        | II         |
| 14                      | 16                      | Vil en fredelig afskaffelse af privat ejendomsret være mulig?                                                              | Dette er ønskværdigt, men det er urealistisk. Historien er forudsigelig. Desværre vil en voldelig kamp være nødvendig for at afskaffe privat ejendomsret.                                                                                                  | II         |
| 15                      | 17                      | Vil det være muligt at afskaffe privat ejendomsret med ét slag?                                                            | Nej. Afskaffelsen skal ske gradvis, efterhånden som ressourcer bliver tilgængelige for det fælles bedste, gennem ekspropriation muliggjort af revolutionen.                                                                                                | II         |
| 16–19                   | 18                      | Hvordan vil denne revolution forløbe?                                                                                      | Den vil indebære udarbejdelsen af en forfatning, proletariatets dominans og 12 præcise punkter, som omfatter gradvis afskaffelse af privat ejendom, centralisering af kredit og penge samt universel uddannelse.                                           | II         |
| –                       | 19                      | Vil det være muligt for denne revolution at finde sted i ét land alene?                                                    | Nej. Eftersom kapitalismen har medført globalisering af handelen, har den skabt et globalt proletariat. Revolutionen skal i sidste ende gennemføres i alle lande på Jorden, startende i Vesteuropa, hvor den industrielle revolution begyndte.             | II         |
| –                       | 20                      | Hvad vil konsekvenserne af den endelige afskaffelse af privat ejendom være?                                                | Det vil være et universalmiddel mod alle sociale onder. Indsats, der tidligere blev spildt på markedskonkurrence, vil blive omfordelt så man kan forsørge alle. Samfundet vil blive klasseløst, og forskellene mellem landliv og byliv vil også forsvinde. | II         |
| 20                      | 21                      | Hvilken indflydelse vil det kommunistiske samfund have på familien?                                                        | Det vil gøre forholdet mellem kønnene rent privat, og eliminere familiemæssige ejendomsforhold gennem statslig uddannelse. Det vil heller ikke skabe et "kvindefællesskab", som nogle kritikere hyklerisk frygter.                                         | II         |
| 21                      | 22                      | Hvad vil kommunismens holdning til eksisterende nationaliteter være?                                                       | Etniske og nationale forskelle vil med tiden forsvinde, gennem sammenblanding af folkeslag, ligesom klasseforskelle vil. | II         |
| 22                      | 23                      | Hvad vil dens holdning til eksisterende religioner være?                                                                   | Religioner har historisk set været et udtryk for menneskelig udvikling – indtil nu. Men kommunismen er det stadie i den sociale udvikling, der vil gøre religion overflødig og forårsage dens forsvinden.                                                  | II         |
| –                       | 24                      | Hvordan adskiller kommunister sig fra socialister?                                                                         | Der er tre relevante typer socialister. Reaktionære og borgerlige socialister der er fjendtlige over for kommunistiske mål, og de skal bekæmpes. Demokratiske socialister kan nogle gange med fordel, alliere sig med kommunister.                         | III        |
| –                       | 25                      | Hvad er kommunisternes holdning til de andre politiske partier der findes i vor tid?                                       | Der er adskillige internationale grupper, som kommunister kan samarbejde med på venskabelig fod, herunder chartisterne og de nationale reformatorer. | IV         |